# ATC код B
|  |  | Інформація, розміщена на даній сторінці служить тільки для ознайомлення. Займатись самолікуванням без медичної освіти, категорично забороняється. |

## (B) Лікарські засоби, що впливають на систему крові та гемопоез
ATX код B (англ. ATC code B), «Препарати, що впливають на кров та кровотворення» — розділ системи літеро-цифрових кодів Анатомічно-терапевтично-хімічної класифікації, розроблений Всесвітньою організацією охорони здоров'я для класифікації ліків та інших медичних продуктів застосовуваних людьми. Подібну структуру мають також коди ветеринарного застосування (коди АТХвет), які побудовані шляхом розміщення літери Q перед відповідним людським кодом АТХ (наприклад: QA04…) та містяться в окремому списку. Національні АТХ-класифікації по кожній країні можуть дещо відрізнятися та зазвичай включають додаткові коди.

### (B01)Антикоагулянти
| (B01A)    | Антитромботичні препарати                                             |
| (B01AA)   | Антагоністи вітаміну К                                                |
| (B01AA01) | Дикумарол                                                             |
| (B01AA02) | Феніндіон                                                             |
| (B01AA03) | Варфарин                                                              |
| (B01AA04) | Фенпрокумон                                                           |
| (B01AA07) | Аценокумарол                                                          |
| (B01AA08) | Етиловий біскумацетат                                                 |
| (B01AA09) | Клориндіон                                                            |
| (B01AA10) | Дифенадіон                                                            |
| (B01AA11) | Тіокломарол                                                           |
| (B01AA12) | Флуїндион                                                             |
| (B01AB)   | Група гепарину                                                        |
| (B01AB01) | Гепарин                                                               |
| (B01AB02) | Антитромбін III                                                       |
| (B01AB04) | Дальтепарин                                                           |
| (B01AB05) | Еноксапарин                                                           |
| (B01AB06) | Надропарин                                                            |
| (B01AB07) | Парнапарин                                                            |
| (B01AB08) | Ревіпарин                                                             |
| (B01AB09) | Данапароїд                                                            |
| (B01AB10) | Тинзапарин                                                            |
| (B01AB11) | Сулодексид                                                            |
| (B01AB12) | Беміпарин                                                             |
| (B01AB51) | Гепарин, комбінації                                                   |
| (B01AC)   | Інгібітори агрегації тромбоцитів (виключаючи гепарин)                 |
| (B01AC01) | Дитазол                                                               |
| (B01AC02) | Клорікромен                                                           |
| (B01AC03) | Пікотамід                                                             |
| (B01AC04) | Клопідогрель                                                          |
| (B01AC05) | Тиклопідин                                                            |
| (B01AC06) | Ацетилсаліцилова кислота                                              |
| (B01AC07) | Дипіридамол                                                           |
| (B01AC08) | Карбасалат кальцію                                                    |
| (B01AC09) | Епопростенол                                                          |
| (B01AC10) | Індобуфен                                                             |
| (B01AC11) | Ілопрост                                                              |
| (B01AC13) | Абциксимаб                                                            |
| (B01AC15) | Алоксиприн                                                            |
| (B01AC16) | Ептифібатид                                                           |
| (B01AC17) | Тирофібан                                                             |
| (B01AC18) | Трифлузал                                                             |
| (B01AC19) | Берапрост                                                             |
| (B01AC21) | Трепростиніл                                                          |
| (B01AC22) | Прасугрель                                                            |
| (B01AC23) | Цилостазол                                                            |
| (B01AC24) | Тікагрелор                                                            |
| (B01AC25) | Кангрелор                                                             |
| (B01AC26) | Ворапаксар                                                            |
| (B01AC30) | Комбінації                                                            |
| (B01AC56) | Ацетилсаліцилова кислота, комбінації з інгібіторами протонного насосу |
| (B01AD)   | Ферменти [ензими]                                                     |
| (B01AD01) | Стрептокіназа                                                         |
| (B01AD02) | Альтеплаза                                                            |
| (B01AD03) | Аністреплаза                                                          |
| (B01AD04) | Урокіназа                                                             |
| (B01AD05) | Фібринолізин                                                          |
| (B01AD06) | Бриназа                                                               |
| (B01AD07) | Ретеплаза                                                             |
| (B01AD08) | Саруплаза                                                             |
| (B01AD09) | Анкрод                                                                |
| (B01AD10) | Дротрекогін альфа (активований)                                       |
| (B01AD11) | Тенектеплаза                                                          |
| (B01AD12) | Протеїн C                                                             |
| (B01AE)   | Прямі інгібітори тромбіну                                             |
| (B01AE01) | Десірудин                                                             |
| (B01AE02) | Лепірудин                                                             |
| (B01AE03) | Аргатробан                                                            |
| (B01AE04) | Мелагатран                                                            |
| (B01AE05) | Ксимелагатран                                                         |
| (B01AE06) | Бівалірудин                                                           |
| (B01AE07) | Дабігатран етексилат                                                  |
| (B01AF)   | Прямі інгібітори фактора Xa                                           |
| (B01AF01) | Ривароксабан                                                          |
| (B01AF02) | Апіксабан                                                             |
| (B01AX)   | Інші антитромботичні препарати                                        |
| (B01AX01) | Дефібротид                                                            |
| (B01AX04) | Дерматансульфат                                                       |
| (B01AX05) | Фондапаринукс                                                         |

### (B02)Кровоспинні засоби
| (B02A)    | Антифібринолітики                                                                           |
| (B02AA)   | Амінокислоти                                                                                |
| (B02AA01) | Амінокапронова кислота                                                                      |
| (B02AA02) | Транексамова кислота                                                                        |
| (B02AA03) | Амінометилбензоїнова кислота                                                                |
| (B02AB)   | Інгібітори протеїнази                                                                       |
| (B02AB01) | Апротинін                                                                                   |
| (B02AB02) | Альфа-1-антитрипсин                                                                         |
| (B02AB04) | Кемостат                                                                                    |
| (B02B)    | Вітамін K та інші гемостатики                                                               |
| (B02BA)   | Вітамін K                                                                                   |
| (B02BA01) | Фітоменадіон                                                                                |
| (B02BA02) | Менадіон                                                                                    |
| (B02BB)   | Фібриноген                                                                                  |
| (B02BB01) | Фібриноген людини                                                                           |
| (B02BC)   | Місцеві гемостатики                                                                         |
| (B02BC01) | Абсорбуюча желатинова губчаста речовина                                                     |
| (B02BC02) | Окислена целюлоза                                                                           |
| (B02BC03) | Тетрагалактуронічна гідроксиметилестерна кислота                                            |
| (B02BC05) | Адреналон                                                                                   |
| (B02BC06) | Тромбін                                                                                     |
| (B02BC07) | Колаген                                                                                     |
| (B02BC08) | Альгінат кальцію                                                                            |
| (B02BC09) | Епінефрин                                                                                   |
| (B02BC30) | Комбінації                                                                                  |
| (B02BD)   | Фактор зсідання крові                                                                       |
| (B02BD01) | Фактори зсідання крові IX, II, VII та X у комбінації (концентрат протромбінового комплексу) |
| (B02BD02) | VIII                                                                                        |
| (B02BD03) | Інгібітор фактору зсідання крові VIII обхідної дії                                          |
| (B02BD04) | Фактор зсідання крові IX                                                                    |
| (B02BD05) | Фактор зсідання крові VII                                                                   |
| (B02BD06) | Фактор фон Віллебранда та фактор зсідання крові VIII у комбінації                           |
| (B02BD07) | Фактор зсідання крові XIII                                                                  |
| (B02BD08) | Ептаког альфа (активований)                                                                 |
| (B02BD09) | Нонаког альфа                                                                               |
| (B02BD10) | Фактор фон Віллебранда                                                                      |
| (B02BD11) | Катридецаког                                                                                |
| (B02BD12) | Тренонаког альфа                                                                            |
| (B02BD13) | Фактор зсідання крові X                                                                     |
| (B02BD14) | Сузоктоког альфа                                                                            |
| (B02BD30) | Тромбін                                                                                     |
| (B02BX)   | Інші системні гемостатики                                                                   |
| (B02BX01) | Етамзилат                                                                                   |
| (B02BX02) | Карбазохром                                                                                 |
| (B02BX03) | Батроксобін                                                                                 |
| (B02BX04) | Роміплостим                                                                                 |
| (B02BX05) | Ельтромбопаг                                                                                |

### (B03) Антианемічні препарати
| (B03A)    | Залізомісткі препарати                                            |
| (B03AA)   | Залізо двовалентне, пероральні препарати                          |
| (B03AA01) | Чорний сульфат гліцину                                            |
| (B03AA02) | Фумарат заліза                                                    |
| (B03AA03) | Глюконат заліза                                                   |
| (B03AA04) | Карбонат заліза                                                   |
| (B03AA05) | Хлористе залізо                                                   |
| (B03AA06) | Сукцинат заліза                                                   |
| (B03AA07) | Сульфат заліза                                                    |
| (B03AA08) | Тартрат заліза                                                    |
| (B03AA09) | Аспартат заліза                                                   |
| (B03AA10) | Аскорбат заліза                                                   |
| (B03AA11) | Йоду заліза                                                       |
| (B03AB)   | Залізо тривалентне, пероральні препарати                          |
| (B03AB01) | Цитрат натрію заліза                                              |
| (B03AB02) | Оксид заліза сахарат                                              |
| (B03AB03) | Натрій фередетат                                                  |
| (B03AB04) | Гідроксид заліза                                                  |
| (B03AB05) | Комплекси оксиду заліза з полімальтозою                           |
| (B03AB06) | Цитрат заліза                                                     |
| (B03AB07) | Сульфат хондроїтину-комплекс заліза                               |
| (B03AB08) | Ацетилтрансферин заліза                                           |
| (B03AB09) | Залізо-протеїн сукцинілат                                         |
| (B03AC)   | Залізо, парентеральні препарати                                   |
| (B03AD)   | Залізо в комбінації з фолієвою кислотою                           |
| (B03AD01) | Комплекси заліза з амінокислотами                                 |
| (B03AD02) | Фумарат заліза                                                    |
| (B03AD03) | Сульфат заліза                                                    |
| (B03AD04) | Комплекси оксиду заліза з полімальтозою                           |
| (B03AE)   | Залізо в інших комбінації                                         |
| (B03AE01) | Залізо, вітамін B12 та фолієва кислота                            |
| (B03AE02) | Залізо, полівітамінні препарати [полівітаміни] та фолієва кислота |
| (B03AE03) | Залізо та полівітаміни                                            |
| (B03AE04) | Залізо, полівітаміни та мінерали                                  |
| (B03AE10) | Різні комбінації                                                  |
| (B03B)    | Вітамін B12 та фолієва кислота                                    |
| (B03BA)   | Вітамін B12 (ціанокобаламін та його аналоги)                      |
| (B03BA01) | Ціанокобаламін                                                    |
| (B03BA02) | Ціанокобаламін танін комплекс                                     |
| (B03BA03) | Гідроксокобаламін                                                 |
| (B03BA04) | Кобамамід                                                         |
| (B03BA05) | Мекобаламін                                                       |
| (B03BA51) | Ціанокобаламін, комбінації                                        |
| (B03BA53) | Гідроксокобаламін, комбінації                                     |
| (B03BB)   | Фолієва кислота та її похідні                                     |
| (B03BB01) | Фолієва кислота                                                   |
| (B03BB51) | Фолієва кислота, комбінації                                       |
| (B03X)    | Інші протианемічні препарати                                      |
| (B03XA)   | Інші протианемічні препарати                                      |
| (B03XA01) | Еритропоетин                                                      |
| (B03XA02) | Дарбепоетин альфа                                                 |
| (B03XA03) | Метокси поліетиленгліколь-епоетин бета                            |
| (B03XA04) | Пегінесатид                                                       |

### (B05) Замінники крові таперфузійнірозчини
| (B05A)    | Кров та супутні продукти                                 |
| (B05AA)   | Замінники крові та білкові фракції плазми крові          |
| (B05AA01) | Сироватковий альбумін                                    |
| (B05AA02) | Інші білкові фракції плазми                              |
| (B05AA03) | Фторвуглеводні кровозамінники                            |
| (B05AA05) | Декстран                                                 |
| (B05AA06) | Желатинові засоби                                        |
| (B05AA07) | Гідроксиетилкрохмаль                                     |
| (B05AA08) | Гемоглобін кросфумарил                                   |
| (B05AA09) | Гемоглобін раффімер                                      |
| (B05AA10) | Гемоглобін глутамер (бичачий)                            |
| (B05AX)   | Інші продукти крові                                      |
| (B05AX01) | Еритроцити                                               |
| (B05AX02) | Тромбоцит                                                |
| (B05AX03) | Плазма крові                                             |
| (B05AX04) | Стовбурові клітини з пуповинної крові                    |
| (B05B)    | Внутрішньовенні розчини                                  |
| (B05BA)   | Розчини для парентерального введення                     |
| (B05BA01) | Амінокислоти                                             |
| (B05BA02) | Жирові емульсії                                          |
| (B05BA03) | Карбогідрати                                             |
| (B05BA04) | Білкові гідролізати                                      |
| (B05BA10) | Комбінації                                               |
| (B05BB)   | Розчини, які впливають на електролітний баланс           |
| (B05BB01) | Електроліти                                              |
| (B05BB02) | Електроліти з карбогідратами                             |
| (B05BB03) | Трометамол                                               |
| (B05BB04) | Електроліти в комбінації з іншими препаратами            |
| (B05BC)   | Розчини, які створюють осмотичні сечогінні засоби        |
| (B05BC01) | Манітол                                                  |
| (B05BC02) | Карбамід                                                 |
| (B05C)    | Іригаційні розчини                                       |
| (B05CA)   | Протимікробні препарати                                  |
| (B05CA01) | Цетилпіридиній                                           |
| (B05CA02) | Хлоргексидин                                             |
| (B05CA03) | Нітрофурал                                               |
| (B05CA04) | Сульфаметизол                                            |
| (B05CA05) | Тауролідин                                               |
| (B05CA06) | Мигдалева кислота                                        |
| (B05CA07) | Нокситіолін                                              |
| (B05CA08) | Етакридинлактат                                          |
| (B05CA09) | Неоміцин                                                 |
| (B05CA10) | Комбінації                                               |
| (B05CB)   | Соляні розчини                                           |
| (B05CB01) | Хлорид натрію                                            |
| (B05CB02) | Цитрат натрію                                            |
| (B05CB03) | Цитрат магнію                                            |
| (B05CB04) | Гідрокарбонат натрію                                     |
| (B05CB10) | Комбінації                                               |
| (B05CX)   | Інші іригаційні розчини                                  |
| (B05CX01) | Глюкоза                                                  |
| (B05CX02) | Сорбітол                                                 |
| (B05CX03) | Гліцин                                                   |
| (B05CX04) | Манітол                                                  |
| (B05CX10) | Комбінації                                               |
| (B05D)    | Перитонеальні розчинники                                 |
| (B05DA)   | Ізотонічний розчин                                       |
| (B05DB)   | Гіпертонічний розчин                                     |
| (B05X)    | Добавки до нутрішньовенних розчинів                      |
| (B05XA)   | Електролітні розчини                                     |
| (B05XA01) | Хлорид калію                                             |
| (B05XA02) | Гідрокарбонат натрію                                     |
| (B05XA03) | Хлорид натрію                                            |
| (B05XA04) | Хлорид амонію                                            |
| (B05XA05) | Сульфат магнію                                           |
| (B05XA06) | Фосфат калію, включаючи комбінації з іншими солями калію |
| (B05XA07) | Хлорид кальцію                                           |
| (B05XA08) | Ацетат натрію                                            |
| (B05XA09) | Фосфат натрію                                            |
| (B05XA10) | Фосфат магнію                                            |
| (B05XA11) | Хлорид магнію                                            |
| (B05XA12) | Хлорид цинку                                             |
| (B05XA13) | Хлоридна кислота                                         |
| (B05XA14) | Гліцерофосфат натрію                                     |
| (B05XA15) | Лактат калію                                             |
| (B05XA16) | Розчин кардіоплегії                                      |
| (B05XA17) | Ацетат калію                                             |
| (B05XA30) | Комбінації електролітів                                  |
| (B05XA31) | Електроліти в комбінації з іншими препаратами            |
| (B05XB)   | Амінокислоти                                             |
| (B05XB01) | Гідрохлорид аргініну                                     |
| (B05XB02) | Аланіл глютамін                                          |
| (B05XB03) | Лізин                                                    |
| (B05XC)   | Вітаміни                                                 |
| (B05XX)   | Інші добавки до нутрішньовенних розчинів                 |
| (B05XX02) | Трометамол                                               |
| (B05Z)    | Гемодіалізні та гемофільтраційні препарати               |
| (B05ZA)   | Гемодіалізні препарати, концентрати                      |
| (B05ZB)   | Гемофільтраційні препарати                               |

### (B06) Інші гематологічні препарати
| (B06A)    | Інші гематологічні засоби                                 |
| (B06AA)   | Ферментні препарати                                       |
| (B06AA02) | Фібринолізин та дезоксирибонуклеаза                       |
| (B06AA03) | Гіалуронідаза                                             |
| (B06AA04) | Хімотрипсин                                               |
| (B06AA07) | Трипсин                                                   |
| (B06AA10) | Дезоксирибонуклеаза                                       |
| (B06AA55) | Стрептокіназа, комбінації                                 |
| (B06AB)   | Інші гематологічні препарати                              |
| (B06AB01) | Гематин                                                   |
| (B06AC)   | Засоби для лікування спадкового ангіоневротичного набряку |
| (B06AC01) | Інгібітор C1, на основі плазми                            |
| (B06AC02) | Ікатібант                                                 |
| (B06AC03) | Екалантид                                                 |
| (B06AC04) | Конестат альфа                                            |